# Австрійський поштово-телеграфний музей
Австрійський поштово-телеграфний музей (нім. Österreichisches Post- und Telegraphenmuseum) проіснував з 1891 до 1980 року і увійшов до складу експозицій Технічного музею у Відні. Музей був присвячений історії поштового зв'язку, розвитку австрійської пошти і філателії.

## Експозиція

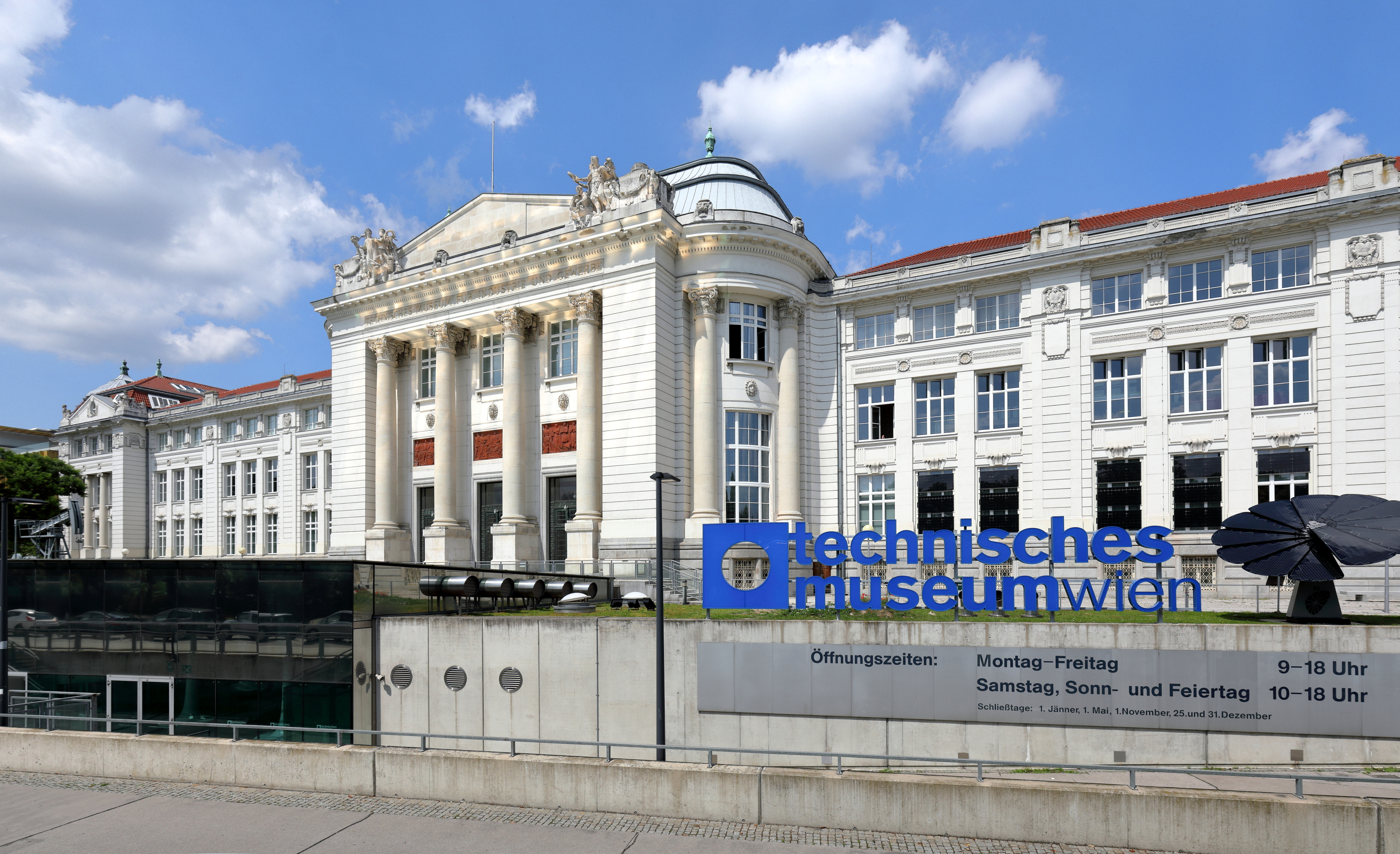
Фасад будівлі Технічного музею у Відні.

Експозиція музею дозволяла відстежити багатовікову історію пошти на території сучасної Австрії. Так, в музеї можна було ознайомитися з мережею доріг і поштових станцій, побудованих древніми римлянами, яка була з'ясована на основі наукових досліджень. Тут можна було побачити і старовинні мильні стовпи, що збереглися на австрійських дорогах як свідки організації поштової служби в Римській імперії.
У музеї було відтворено макет з мініатюрними возами та фігурами кур'єрів, які ілюструють історію виникнення поштової служби в Штирії.
Серед численних експонатів, одним з найбільш примітних був сувій кінця XV століття, який потрапив у музей з бенедиктинського монастиря у Адмонті. Сувій розповідає про невідомого середньовічного кур'єра, який здійснив довгий шлях, щоб доставити послання.
Музей вміщував велике зібрання важливих поштових документів Європи — дороговказних книг за період з 1495 по 1916 рік. Одна з них належала до 1506 року і містила позначки про рух через всю Німеччину в Інсбрук та в Зігхартскірхен. Записи в книзі проводилися при передачі пошти і свідчать про те, що доставка здійснювалася досить швидко — близько 750 миль за 8 днів і 21 годину. Про поштовий зв'язок тих часів оповідали також старовинні книги про кур'єрів з гравюрами по дереву.
Експонати ще одного розділу були присвячені діяльності поштмейстерів протягом сотень років. Наявна колекція королівських грамот показувала, що звання поштмейстера передавалося у спадок.

Відома "Тріскачна пошта" Відня була представлена в експозиції різними предметами. За часів існування цієї пошти посильні збирали і доставляли кореспонденцію, пересуваючись по вулицях міста з тріскачками в руках. 
| |  |                   |
| Телеграф Морзе в экспозиції Технічного музею. Виготовлення фірми Czeija, Nissl u. Co. (Відень, 1896) |  | Те ж саме. Деталь |

 У музеї можна було побачити сідла, упряж, сумку австрійського поштового кур'єра в Константинополі, поштові диліжанси і сани — всі ці експонати займали цілий зал. На фотографіях були представлені більш сучасний поштовий автобус, гусеничні сани, що доставляють пошту в гірські райони Австрії.
Розділи музею розповідали також про військову, пневматичну, корабельну, залізничну пошту. Тут демонструвалися коробки для посилок початку XIX століття, старовинні машини для виготовлення печаток і марок, наприклад, франкувальна машина 1910 року, стародавні ваги, поштові автомати для продажу марок і листівок. Музей знайомив відвідувачів з усіма видами поштового паперу та конвертів, починаючи з XIV століття, з поштовими листівками, які вперше з'явилися саме в Австрії 1 жовтня 1869 року. Першою в світі була і австрійська авіапошта, яка почала функціонувати 31 березня 1918 року — на шість тижнів раніше відкриття поштового авіамаршруту між Вашингтоном і Лонг-Айлендом.
У залах віденського музею були встановлені стенди з поштовими марками Австрії, починаючи з 1850 року. У спеціальному музейному розділі був показаний весь процес створення марок — від роботи художника до друку. У музеї експонувалися найстаріші австрійські поштові штемпелі і надпечатки, а також були бібліотека і архів.

## Місцезнаходження
Поштово-телеграфний музей знаходився по адресою: Mariahilfer Straße 212, Vienna, Austria, де тепер розташовується Технічний музей Відня.

## Історія
Музей відкрився у 1891 році на основі експозиції ювілейної торгової виставки 1888 року у Відні. На ній, як і на Всесвітній виставці в Пратері в 1873 році, австрійській пошті було приділено велику увагу. Своє сучасне розташування в будівлі Політехнічного (нині Технічного) музею поштовий музей отримав в 1923 році.

## Закриття і сучасність
У 1980 році поштово-телеграфний музей закрився і після злиття з Австрійським залізничним музеєм, а пізніше і з деяким іншими музейними установами Відня, був перепідпорядкований Технічному музею. В даний час є відділом Технічного музею. Частина експонатів і матеріалів колишнього поштово-телеграфного музею розподілені між зборами за інформацією та зв'язком, архівом і бібліотекою Технічного музею.

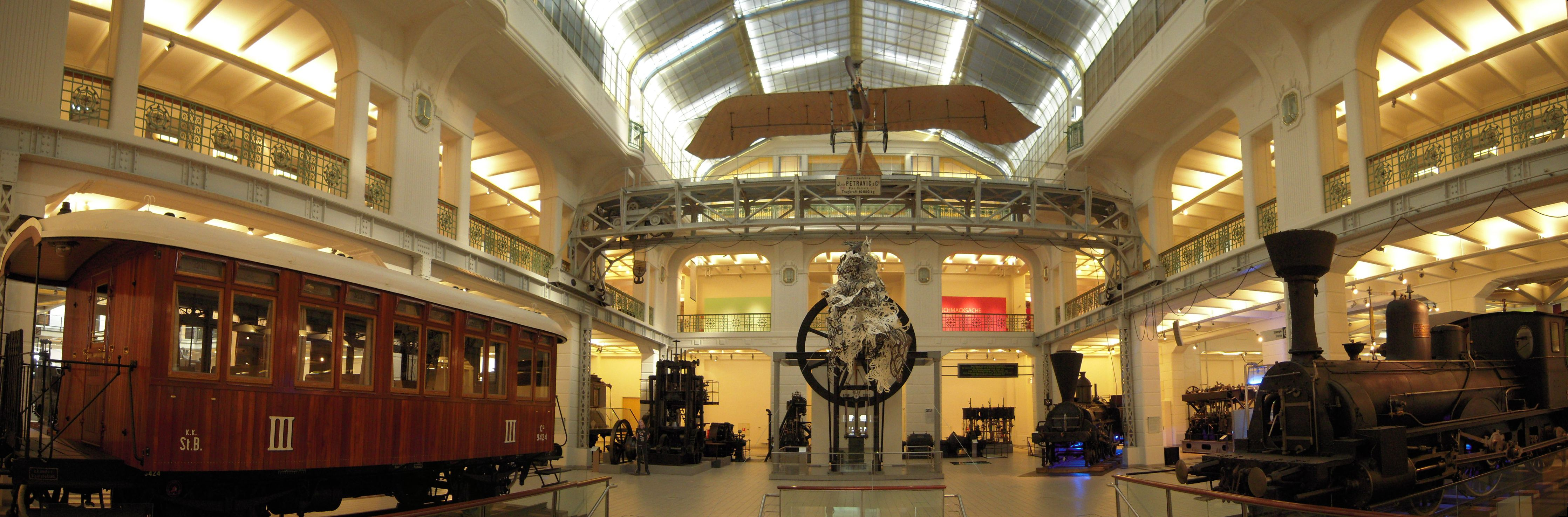
Зал-фоє Технічного музею